# 룰러
룰러(본명: 박재혁, 1998년 12월 29일 ~ )은 대한민국의 리그 오브 레전드 프로게이머로 포지션은 AD 캐리이며 Ruler라는 아이디를 사용하고 있다. 현재 젠지 소속이다.

## 선수 생활
2016년 스프링 시즌에는 챌린저스의 스타더스트 팀에서 활동했다.
2016 서머 시즌을 앞두고 삼성 갤럭시에 입단했다. 입단 이후 바로 삼성 갤럭시의 주전 원딜러 자리에 올랐다. 이후 선발전을 통해 팀의 롤드컵 진출에 기여했다. 리그 오브 레전드 월드 챔피언십 본선에서도 좋은 모습을 보여주며 팀의 결승행에 기여했다. 하지만 결승전 5세트에서 무리한 판단을 하며 팀을 우승시키는데에는 실패했다.
2017 시즌에도 팀의 주전 원딜러로 활약을 했다. 지난 해와 마찬가지로 선발전을 통해 팀의 롤드컵 진출에 기여했다. 2017 시즌 롤드컵 본선에서 여러 팀을 완파하며 2년 연속 결승 진출에 공헌했다. 결승전 3세트에서는 과감한 판단을 통해 페이커를 잘라내며 팀의 우승을 견인했다. 이런 활약을 통해 룰러는 리그 오브 레전드 월드 챔피언십 2017 결승 MVP를 수상했다.
2018 스프링 시즌 KSV의 주전 원딜러로 활약을 했다. 팀이 중간중간 흔들리는 와중에도 중심을 지키며 스프링 시즌과 서머 시즌 와일드카드전 진출을 거두었다. 2018년 아시안 게임 리그 오브 레전드 종목에 참가하는 대한민국 리그 오브 레전드 국가대표팀에 선발되었다. 아시안 게임에서는 은메달을 차지했다. 2018 롤드컵 선발전을 통해 2018년에도 롤드컵 본선에 진출했다. 하지만 롤드컵 본선에서는 최악의 폼을 보여주면서 팀의 무기력한 탈락에 원인이 되었다.
2019 시즌을 앞두고 함께 호흡을 맞췄던 코어장전이 팀 리퀴드로 이적하면서 새로운 서포터인 라이프와 호흡을 맞추게 되었다. 2019 시즌에는 슬럼프를 겪으며 지속적으로 흔들리는 모습이 계속 노출되었다.
2020시즌을 앞두고 젠지와 3년 계약을 체결했다. 슬럼프를 겪었던 2019시즌 보다는 나아졌으나 중간중간 흔들리는 모습이 보이기도 했다. 2020년 4월 1일에 치러진 T1과의 경기에서는 LCK 통산 1000킬을 기록했다. 그래도 스프링 시즌 팀은 좋은 성적을 냈으며 준우승을 거두었다. 2020 서머 시즌에서는 슬럼프를 끝내고 부활한 모습을 보여주었으며 시즌 종료 후 LCK 올프로 퍼스트팀에 선정되었다. 2020 롤드컵 선발전을 통해 다시 한 번 팀을 롤드컵에 진출시켰다. 롤드컵 본선 조별리그에서 중이염에 걸려 귀에 휴지를 꽂고 경기를 하는 모습이 나와 화제가 되기도 했다. 룰러는 젠지의 모든 경기에 출전해 팀의 8강 진출에 기여했다.
2021 스프링 시즌에서도 좋은 모습을 보여주었으며 팀의 결승 진출에 공헌했다. 결승전 DWG KIA와의 2세트 경기에서는 LCK 통산 1500킬을 기록하기도 했다. 시즌 종료 후 올프로 퍼스트팀에 선정되었다. 2021년 월드 챔피언십에 출전했으며 대회 기간 동안 팀의 주전 원딜러로 활약했다. 하지만 팀은 4강에서 에드워드 게이밍에 2-3으로 패배하면서 우승에는 실패했다.
2022시즌을 앞두고 팀에 잔류했으며 2021시즌 젠지의 주전 멤버 중에서는 유일하게 잔류했다. 이번 시즌에서도 젠지의 주전 원딜러로 낙점을 받았다. 스프링 시즌에는 T1에 패배하면서 준우승에 머물렀으 서머 시즌 결승전에서 T1을 상대로 3-0으로 승리하면서 커리어 첫 LCK 우승 타이틀을 얻게되었다. 2022년 월드 챔피언십에 출전했다. 하지만 2022년에도 4강에서 만난 DRX에게 3-1로 패배하면서 탈락했다. 시즌 종료 이후 팀에서 퇴단했다.
2023시즌을 앞두고 징동 게이밍에 입단했다. 입단 이후 팀의 주전 원딜러로 낙점받았다. 룰러는 스프링 시즌 동안 뛰어난 활약을 보여주었다는 평을 받았으며 팀의 스프링 시즌 결승 진출에 기여했다. 결승전에서 만난 BLG와의 경기에서도 4세트 트리플킬을 기록하면서 팀의 우승에 일조했다. 또한 룰러는 파이널 MVP에도 선정되었다. 스프링 시즌 이후에 치러지는 MSI에도 참가하였다. MSI 기간 동안에도 룰러의 좋은 폼이 이어졌으며 MSI 결승에서 다시 만난 BLG를 3-1로 꺾게 되면서 커리어 첫 MSI 우승을 달성했다.룰러는 징동 선수들과 함께 월즈를 제외한 2023년에 있는 모든 국제대회를 우승하며 아직 리그 오브 레전드에서 아무도 달성하지 못한 골든로드 직전까지 갔고 8강에서 kt를 3대1로 꺽고 4에서 t1을 만났지만 페이커 선수에게 아지르 슈퍼토스, 구마유시 선수의 바루스 2대1 장면 등등 t1의 선수들의 활약상 때문에 징동과 룰러는 3대1 패배를 당하였다.

## 소속팀
| # | 팀명        | 소속 기간               | 소속 리그 | 비고         |
| - | ----------- | ----------------------- | --------- | ------------ |
| 1 | 스타더스트  | 2016.01.18 ~ 2016.05.17 | CK        |              |
| 2 | 삼성 갤럭시 | 2016.05.17 ~ 2022.11.10 | LCK       | 영구결번 (1) |
| 3 | 징동 게이밍 | 2022.12.09 ~ 2024.10.27 | LPL       |              |
| 4 | Gen.G       | 2024.11.20 ~            | LCK       |              |

## 수상 내역
- 리그 오브 레전드 월드 챔피언십 2016 준우승
- IEM 시즌 11 경기 우승
- 리프트 라이벌즈 2017 준우승
- 리그 오브 레전드 월드 챔피언십 2017 우승
- 리그 오브 레전드 월드 챔피언십 2017 결승전 MVP
- 2018년 아시안 게임 은메달
- 2018 LoL KeSPA컵 준우승
- 우리은행 리그 오브 레전드 챔피언스 코리아 스프링 2020 준우승
- 2020 미드 시즌 컵 4강
- 리그 오브 레전드 월드 챔피언십 2020 8강
- 리그 오브 레전드 챔피언스 코리아 스프링 2021 준우승
- 리그 오브 레전드 월드 챔피언십 2021 4강
- 2021 LCK 어워드 포지션별 올해의 선수
- 2021 LCK 어워드 우리WON뱅킹 골드킹 상
- 2022 리그 오브 레전드 챔피언스 코리아 스프링 준우승
- 2022 리그 오브 레전드 챔피언스 코리아 서머 우승
- 리그 오브 레전드 월드 챔피언십 2022 4강
- 2022 LCK 어워드 포지션별 올해의 선수
- 2022 LCK 어워드 오피지지 베스트 OP스코어 상
- 2023 LPL 스프링 우승
- 리그 오브 레전드 미드 시즌 인비테이셔널 2023 우승
- 2022년 항저우 아시안 게임 e스포츠 리그 오브 레전드 금메달 (대한민국)